# Ginásio Clube de Alcobaça
El Ginásio Clube de Alcobaça es un equipo de fútbol de Portugal que juega en la Primera División de Leiria, una de las ligas regionales que conforman la cuarta división de fútbol en el país.

## Historia
Fue fundado en el año 1946 en la ciudad de Alcobaça del distrito de Leiría y logró jugar en la Primeira Liga (primera división) en la temporada 1982/83, la cual fue debut y despedida ya que quedó en último lugar entre 16 equipos, sumando el hecho de que no ganó un solo partido como visitante, sumando solo dos puntos fuera de casa y tan solo ganando 4 partidos en toda la temporada.
En sus participaciones en la Copa de Portugal su mejor suceso se dio en la edición de 1981/82, en donde alcanzó las semifinales.

## Palmarés
- Primera División de Leiria: 12

1946-47, 1950-51, 1953-54, 1955-56, 1957-58, 1958-59, 1971-72, 1992-93, 1995-96, 2000-01, 2010-11, 2015-16
- Copa de la AF Leiria: 1

2004-05

## Jugadores

### Jugadores destacados
- João Lucas
- João Faustino
- Pedro Faustino
- António Fonseca
- Vítor Santos
- Wilson